# Gyrophaena
Gyrophaena är ett släkte av skalbaggar som beskrevs av Mannerheim 1830. Gyrophaena ingår i familjen kortvingar.

## Bildgalleri

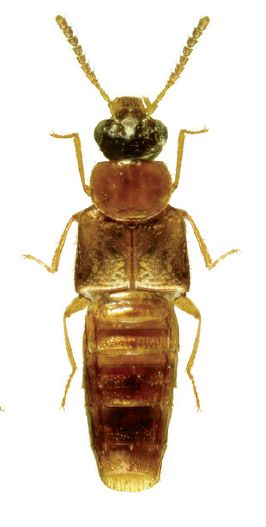
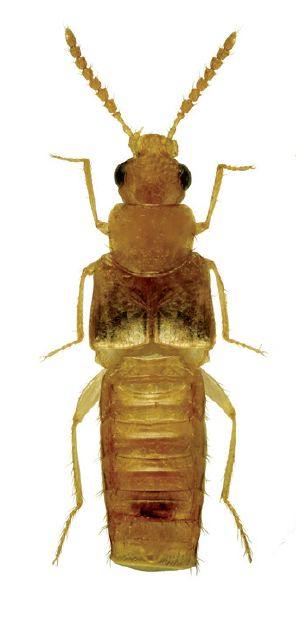
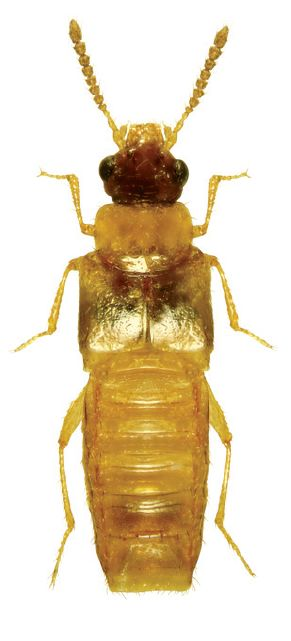
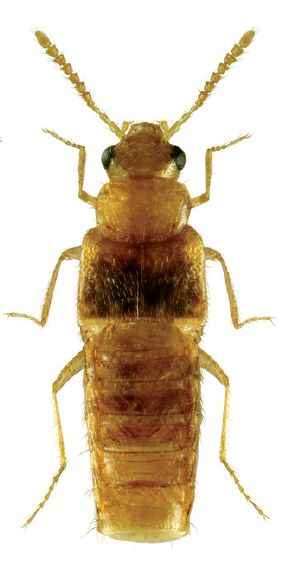
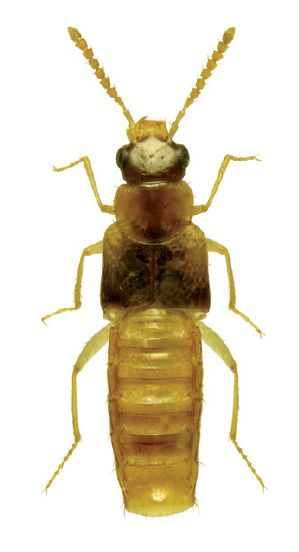
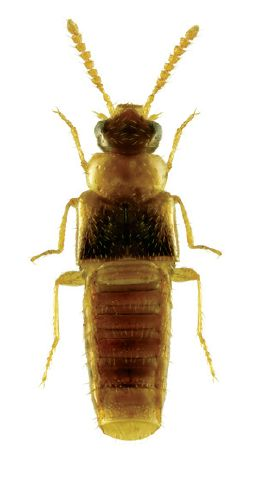

## Dottertaxa tillGyrophaena, i alfabetisk ordning[1][2]
- Gyrophaena affinis
- Gyrophaena angustata
- Gyrophaena antennalis
- Gyrophaena arizonae
- Gyrophaena barberi
- Gyrophaena bihamata
- Gyrophaena bilobata
- Gyrophaena blackwelderi
- Gyrophaena blatchleyi
- Gyrophaena boleti
- Gyrophaena brevicollis
- Gyrophaena californica
- Gyrophaena caseyi
- Gyrophaena chippewa
- Gyrophaena compacta
- Gyrophaena congrua
- Gyrophaena coniciventris
- Gyrophaena criddlei
- Gyrophaena dybasi
- Gyrophaena egena
- Gyrophaena fasciata
- Gyrophaena flavicornis
- Gyrophaena franciscana
- Gyrophaena frosti
- Gyrophaena fuscicollis
- Gyrophaena gaudens
- Gyrophaena gentilis
- Gyrophaena gerhardi
- Gyrophaena gilvicollis
- Gyrophaena gracilis
- Gyrophaena hanseni
- Gyrophaena huachucae
- Gyrophaena illiana
- Gyrophaena indiana
- Gyrophaena insolens
- Gyrophaena involuta
- Gyrophaena joyi
- Gyrophaena joyioides
- Gyrophaena kangasi
- Gyrophaena kansana
- Gyrophaena keeni
- Gyrophaena laetula
- Gyrophaena laurana
- Gyrophaena lobata
- Gyrophaena longispinosa
- Gyrophaena lucidula
- Gyrophaena michigana
- Gyrophaena minima
- Gyrophaena modesta
- Gyrophaena monticola
- Gyrophaena munsteri
- Gyrophaena nana
- Gyrophaena nanoides
- Gyrophaena neomexicana
- Gyrophaena neonana
- Gyrophaena nitidula
- Gyrophaena obesula
- Gyrophaena obsoleta
- Gyrophaena orientalis
- Gyrophaena poweri
- Gyrophaena pseudonana
- Gyrophaena pulchella
- Gyrophaena rhodeana
- Gyrophaena rousi
- Gyrophaena rufa
- Gyrophaena rugipennis
- Gyrophaena sculptipennis
- Gyrophaena sierrae
- Gyrophaena simpliciformis
- Gyrophaena simulans
- Gyrophaena spatulata
- Gyrophaena strictula
- Gyrophaena stroheckeri
- Gyrophaena subnitens
- Gyrophaena tenebrosa
- Gyrophaena transversalis
- Gyrophaena uteana
- Gyrophaena williamsi
- Gyrophaena wisconsinica
- Gyrophaena vitrina